# العلاقات الأرمينية المنغولية
العلاقات الأرمينية المنغولية هي العلاقات الثنائية التي تجمع بين أرمينيا ومنغوليا.

## مقارنة بين البلدين
هذه مقارنة عامة ومرجعية للدولتين:
| وجه المقارنة                                              | أرمينيا                    | منغوليا         |
| --------------------------------------------------------- | -------------------------- | --------------- |
| المساحة (كم2)                                             | 29.74 ألف                  | 1.57 مليون      |
| عدد السكان (نسمة)                                         | 2.93 مليون                 | 3.08 مليون      |
| الكثافة السكانية (ن./كم²)                                 | 98.52                      | 1.96            |
| العاصمة                                                   | يريفان                     | أولان باتور     |
| اللغة الرسمية                                             | لغة أرمنية                 | اللغة المنغولية |
| العملة                                                    | درام أرميني                | توغروغ منغولي   |
| الناتج المحلي الإجمالي (بليون دولار)                      | 11.54 مليار                | 11.49 مليار     |
| الناتج المحلي الإجمالي (تعادل القوة الشرائية) بليون دولار | 25.41 مليار                | 36.16 مليار     |
| الناتج المحلي الإجمالي الاسمي للفرد دولار أمريكي          | 3.49 ألف                   | 3.97 ألف        |
| الناتج المحلي الإجمالي للفرد دولار أمريكي                 | 8.07 ألف                   | 11.95 ألف       |
| مؤشر التنمية البشرية                                      | 0.743                      | 0.727           |
| رمز المكالمات الدولي                                      | +374                       | +976            |
| رمز الإنترنت                                              | .am، .հայ ‏                 | .mn             |
| المنطقة الزمنية                                           | ت ع م+04:00، توقيت أرمينيا | ت ع م+08:00     |

## منظمات دولية مشتركة
يشترك البلدان في عضوية مجموعة من المنظمات الدولية، منها:
| علم المنظمة | اسم المنظمة                               | تاريخ انضمام أرمينيا | تاريخ انضمام منغوليا |
| ----------- | ----------------------------------------- | -------------------- | -------------------- |
|             | بنك التنمية الآسيوي                       | 2005                 | 1991                 |
|             | مؤسسة التنمية الدولية                     | 25 أغسطس 1993        | 14 فبراير 1991       |
|             | يونسكو                                    | 9 يونيو 1992         | 1 نوفمبر 1962        |
|             | وكالة ضمان الاستثمار متعدد الأطراف        | 5 ديسمبر 1995        | 21 يناير 1999        |
|             | الأمم المتحدة                             | 2 مارس 1992          | 27 أكتوبر 1961       |
|             | الفريق المعني برصد الأرض                  | ?                    | ?                    |
|             | الاتحاد البريدي العالمي                   | ?                    | ?                    |
|             | البنك الدولي للإنشاء والتعمير             | 16 سبتمبر 1992       | 14 فبراير 1991       |
|             | الاتحاد الدولي للاتصالات                  | 30 يونيو 1992        | 27 أغسطس 1964        |
|             | منظمة حظر الأسلحة الكيميائية              | ?                    | ?                    |
|             | مؤسسة التمويل الدولية                     | 18 أبريل 1995        | 14 فبراير 1991       |
|             | المركز الدولي لتسوية المنازعات الاستشارية | 16 أكتوبر 1992       | 14 يوليو 1991        |
|             | منظمة التجارة العالمية                    | 5 فبراير 2003        | ?                    |
|             | منظمة الشرطة الجنائية الدولية             | ?                    | ?                    |
|             | منظمة الأمن والتعاون في أوروبا            | 30 يناير 1992        | 21 نوفمبر 2012       |

## وصلات خارجية
- موقع وزارة الخارجية الأرمينية
- موقع وزارة الخارجية المنغولية